# Ratiba Tariket
Ratiba Tariket, née le 22 décembre 1984 à Boumerdès, est une judokate algérienne.

## Carrière
Ratiba Tariket évolue d'abord dans la catégorie des moins de 52 kg ; elle est médaillée de bronze aux Championnats d'Afrique de judo 2002 et médaillée d'or aux Championnats d'Afrique de judo 2009. 
Elle concourt ensuite dans la catégorie des moins de 57 kg. Elle remporte la médaille de bronze des Championnats d'Afrique de judo 2011 et la médaille d'or des Championnats d'Afrique de judo 2012 et des Championnats d'Afrique de judo 2014.
En 2015, elle obtient la médaille d'argent aux Championnats d'Afrique et la médaille d'or aux Jeux africains.
Médaillée d'or aux Championnats d'Afrique de judo 2016, elle obtient en 2017 la médaille d'argent aux Championnats d'Afrique et la médaille d'or aux Jeux de la solidarité islamique.